# Луйтон, Карл
Карл Луйтон , Луитон, Лютон (Carl Luython, Luiton, Luthon) (1557 или 1558, Антверпен — август 1620, Прага) — фламандский композитор и органист, работавший при дворах императора Максимилиана II в Вене и Рудольфа II в Праге.

## Сочинения
Из органных композиций известны:
- «Fuga savissima» напечатана в Табулатуре Вольца 1617 года (Johann Woltz; 1550?-1618), а также в «Zur Geschichte des Orgelspiels» А. Г. Риттера («К истории органного исполнительства, преимущественно в Германии, с XIV до начала XVIII вв.»; 1884);
- Ричеркар в Cod. mus. 191 в берлинской библиотеке;
- Сборник мотетов «Музыкальное сочинение» («Opus musicum»; 1603).[5]
- Плачи пророка Иеремии (Lamentationes Hieremiae prophetae; Прага, 1604)
- Сборник мотетов «Selectissimarum sacrarum cantionum» a6. Прага, 1603
- Мессы:

Liber I missarum, Прага, 1609 (сборник месс)
«Ad aequales» a4 (Quodlibetica), 1609
«Amorosi pensieri» a6 (на мадригал Филиппа де Монте), 1609
«Caesar vive», 1609
«Filiae Hierusalem» (на мотет Филиппа де Монте), 1609
«Ne timeas Maria» a5 (на мотет Филиппа де Монте), 1609
Missa Quodlibetica a3, 1609
Missa Quodlibetica a4, 1609
Missa Quodlibetica a6, 1609
«Tirsi morir volea» a5 (на мадригал Филиппа де Монте)
«Tityre tu patule» a5 (на мотет Орландо Лассо)